# Имре Калман
Имре Калман (мађ. Imre Kálmán, у ствари Imre Koppstein) (Шиофок, Мађарска, 24. октобар 1882 — Париз, Француска, 30. октобар 1953) је био мађарски композитор. Компоновао је углавном оперете.

## Биографија
Студирао је почетку право и затим музику у Будимпешти. Обољење десне руке спречило га је у намери да постане пијаниста, због чега је постао музички критичар и најзад композитор. После своје прве оперете, „Јесењи маневри“ (1908), преселио се у Беч. У Бечу је постигао велике успехе оперетама међу којима су најзнаменитије „Кнегиња чардаша“ (1915), „Грофица Марица“ (1924) и „Циркуска принцеза“ (1926).
Због свог јеврејског порекла морао је 1938. године да напусти Беч и отишао је прво у Париз и 1940. у САД где је компоновао типичну америчку забавну музику тог времена и где је стекао почасни докторат у њујоршком колеџу музике. После рата вратио се 1945. у Париз и 1949. у Беч, да би се 1951. коначно настанио у Паризу.
Био је два пута ожењен руском глумицом Вера Макинскаја, која га је први пут оставила због њеног љубавника, а сматра се да се вратила мужу кад је љубавнику понестао новац.
Имре Калман важи заједно са Франц Лехаром за основача такозване „сребрне бечке оперетске ере“. У својим ефектно приказује стил бечке мондене оперете са мађарски обојеном мелодиком.